# Ernst Deuerlein
Ernst Deuerlein (né le 9 septembre 1918 à Rückersdorf et mort le 26 novembre 1971 à Munich) est un haut fonctionnaire et historien bavarois.

## Biographie
Après avoir obtenu son diplôme du lycée Mélanchthon de Nuremberg (de) en 1939, Deuerlein étudie l'histoire, l'allemand et la philosophie dans les universités de Nuremberg, Erlangen, Vienne et Munich. Il est soldat pendant la Seconde Guerre mondiale et perd une jambe sur le front de l'Est en 1942.
Deuerlein obtient son doctorat à l'Université de Munich en 1947 avec une thèse non imprimée sur katholischen Klerus in der ersten Deutschen Nationalversammlung 1848/49. La même année, il rejoint l'Office bavarois de la jeunesse (de) et, en 1949, il rejoint la Chancellerie d'État de Bavière. Là, en tant qu'employé du service de presse, il devient le rédacteur de discours le plus important du ministre-président Hans Ehard. De 1959 à 1961, il est rédacteur en chef des Dokumente zur Deutschlandpolitik (de).
En 1961, Deuerlein est nommé professeur d'histoire à l'Université philosophique et théologique de Dillingen (de), de 1966 à 1969, il travaille à l'Université d'Erlangen et enfin de 1970 jusqu'à sa mort à l'Université Louis-et-Maximilien de Munich. Deuerlein traite principalement de l'histoire récente de l'Allemagne et de l'histoire de l'État bavarois.

## Publications
- Kleine Geschichte Bayerns, Egge, Nuremberg, 1949.
- Der Bundesratsausschuß für die auswärtigen Angelegenheiten 1870–1918. Dargestellt vornehmlich auf Grund bisher unveröffentlichter Akten des Bayerischen Geheimen Staatsarchivs/München, der Bayerischen Staatskanzlei/München, des Württembergischen Hauptstaatsarchivs/Stuttgart und des Badischen Generallandesarchivs/Karlsruhe, Habbel, Ratisbonne, 1955.
- Das Reichskonkordat. Beiträge zu Vorgeschichte, Abschluß und Vollzug des Konkordates zwischen dem Heiligen Stuhl und dem Deutschen Reich vom 20. Juli 1933, Patmos, Düsseldorf 1956.
- CDU/CSU 1945–1955. Beiträge zur Zeitgeschichte, Bachem, Cologne, 1957.
- als Herausgeber: Der Hitler-Putsch. Bayerische Dokumente zum 8./9. November 1923, DVA, Stuttgart, 1962.
- Der deutsche Katholizismus 1933, Fromm, Osnabrück, 1963.
- als Herausgeber: Der Reichstag. Aufsätze, Protokolle und Darstellungen zur Geschichte der parlamentarischen Vertretung des deutschen Vokes 1871–1933. Athenäum Verlag, Francfort-sur-le-Main, 1963.
- Deutschland nach dem Zweiten Weltkrieg 1945–1955, Athenaion, Constance, 1964.
- als Herausgeber: Der Aufstieg der NSDAP in Augenzeugenberichten. Karl Rauch Verlag, Düsseldorf 1968.
  - als dtv-Taschenbuch: München 1974,  (ISBN 3-423-01040-1).
- Deutsche Kanzler von Bismarck bis Hitler, List, Munich, 1968.
- Hitler. Eine politische Biographie, List, Munich, 1969.
- Deklamation oder Ersatzfrieden. Die Konferenz von Potsdam 1945, Kohlhammer, Stuttgart 1970.
- Gesellschaft im Maschinenzeitalter. Bilder aus der deutschen Sozialgeschichte, Rowohlt, Reinbek 1970,  (ISBN 3-499-60015-3).
- Potsdam 1945. Ende und Anfang, Verlag Wissenschaft und Politik, Cologne, 1970.
- als Herausgeber zusammen mit Theodor Schieder: Reichsgründung 1870/71. Tatsachen – Kontroversen – Interpretationen. Seewald Verlag, Stuttgart, 1970.
- Föderalismus. Die historischen und philosophischen Grundlagen des föderativen Prinzips, List, Munich, 1972,  (ISBN 978-3-471-66535-0).
- Deutschland 1963–1970, Verlag für Literatur und Zeitgeschehen, Hanovre, 1972.
- Geschichte Bayerns, Ploetz, Wurtzbourg, 1975,  (ISBN 978-3-87640-053-2).
- als Herausgeber: Die Gründung des Deutschen Reiches 1870/71 in Augenzeugenberichten, dtv, Munich, 1977.